# خطة مالية

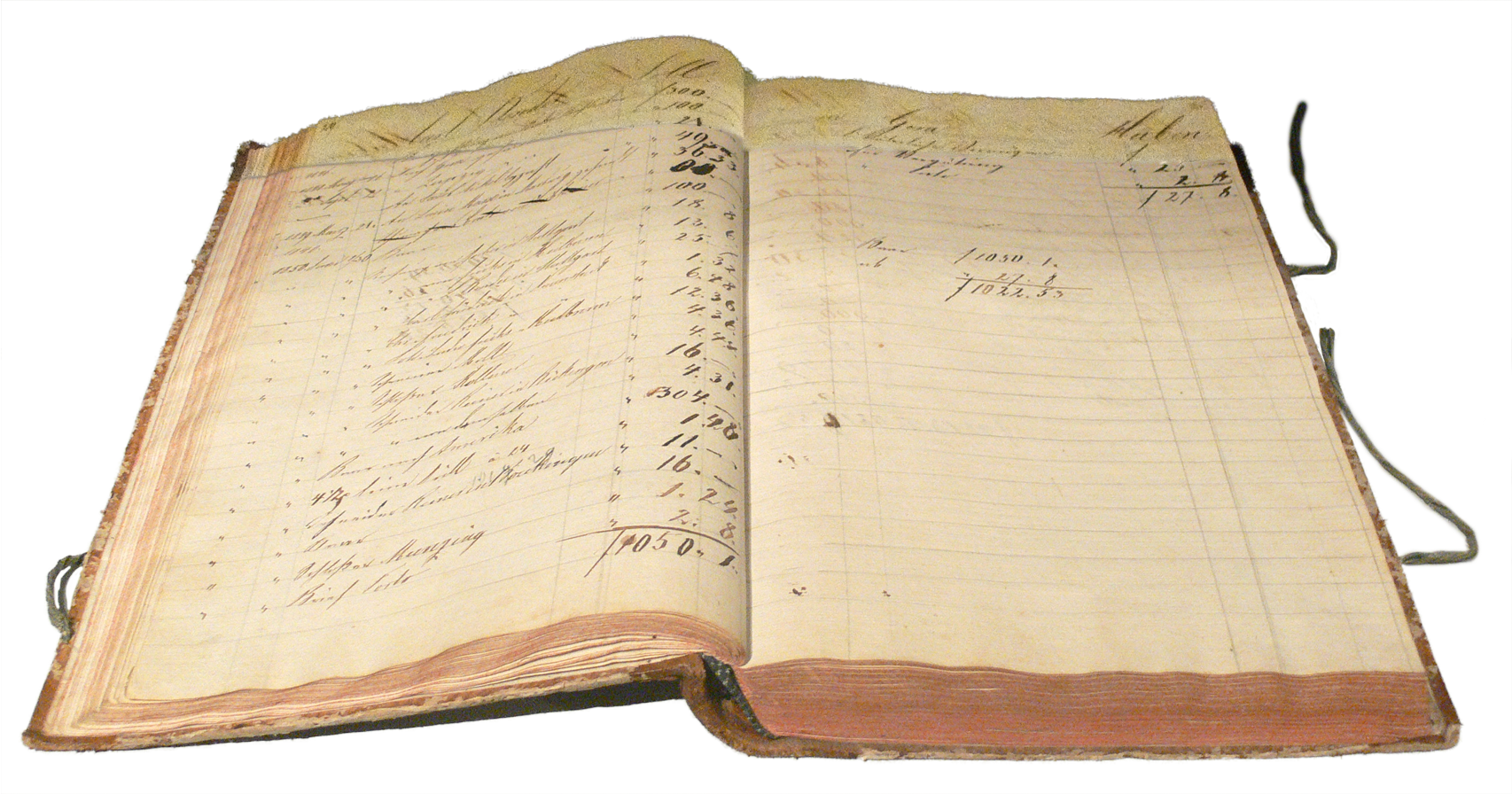

في الاستخدام العام، يمكن أن تكون الخطة المالية هي نفسها الميزانية، أو خطة من أجل ترتيب الإنفاق وادخار الدخل في المستقبل. هذه الخطة تخصص الدخل المستقبلي لأنواع مختلفة من النفقات، مثل الإيجار أو المرافق العامة، كما أنها تحفظ بعض الدخل في التوفيرات قصيرة ووطويلة الأمد ويمكن ان تكون الخطة المالية أيضا خطة استثمارية، والتي تخصص بعض المدخرات للأصول المختلفة أو المشاريع المتوقع أن تنتج دخلا في المستقبل، مثل مشروع تجاري جديد أو خط إنتاج، أو شراء حصة في الأعمال القائمة، أو العقارات.
في الأعمال التجارية، الخطة المالية تشير إلى المعاملات المصرفية الثلاث:(الميزانية العمومية، بيان الدخل و بيان التدفقات النقدية) التي تم إنشاؤها ضمن خطة الاعمال ويشير مصطلح التوقعات المالية أيضا إلى الإسقاط السنوي للإيرادات والمصاريفلشركة ما، أو لشعبة أو لدائرة فرعية. ويمكن ان تكون الخطة المالية تقديرا للاحتياجات النقدية واتخاذ قرار بشأن كيفية زيادة النقود، مثلا عن طريق الاقتراض أو إصدار أسهم إضافية في شركة.
و في الوقت الذي يشير فيه مصطلح الخطة المالية إلى تقدير الدخل في المستقبل، ونفقات وأصول، فإن مصطلح خطة التمويل عادة ما يشير إلى الوسائل التي يتم الحصول فيها على النقود لتغطية النفقات في المستقبل، على سبيل المثال عن طريق الكسب، والاقتراض، أو باستخدام النقود المحفوظة.

## التخطيط المالي في مجال الأعمال
التخطيط المالي هو مهمة تحديد كيفية توفير الأموال اللازمة لتحقيق الأهداف الإستراتيجية للأعمال. وعادة ما تقوم الشركة بوضع خطة مالية على الفور عقب وضع الرؤية والأهداف. وتصف الخطة المالية كل الأنشطة والموارد والمعدات والمواد اللازمة لتحقيق هذه الأهداف وكذلك الأطر الزمنية اللازمة.
ويتضمن نشاط التخطيط المالي المهام التالية:
- تقييم بيئة العمل
- تأكيد رؤية وأهداف العمل
- تحديد أنواع الموارد اللازمة لتحقيق هذه الأهداف
- تحديد مقدار الموارد (اليد العاملة والمعدات والمواد)
- حساب التكلفة الإجمالية لكل نوع من الموارد
- تلخيص تكاليف لوضع ميزانية
- تحديد أي مخاطر ومشاكل تتعلق بوضع الميزانية

يُعتبر أداء التخطيط المالي أمرًا بالغ الأهمية لنجاح أي مؤسسة. فهو يقدم خطة أعمال دقيقة، من خلال التأكد من أن الأهداف المحددة قابلة للتحقيق من الناحية المالية. كما أنه يساعد المدير التنفيذي على وضع الأهداف المالية للمؤسسة، ومكافأة الموظفين لتحقيق الأهداف في إطار الميزانية المحددة.
يتضمن دور التخطيط المالي ثلاث فئات:
1. الدور الإستراتيجي للإدارة المالية.
2. أهداف الإدارة المالية.
3. دورة التخطيط.